# Vinter-OL 1924
Vinter-OL 1924 blev oprindelig kaldt "Semaine des Sports d'Hiver" (på dansk: "International vintersportsuge") og blev afholdt i tilknytning til Sommer-OL 1924. Konkurrencerne blev afviklet for foden af Mont Blanc i Chamonix, Haute-Savoie, Frankrig mellem 25. januar og 5. februar 1924, arrangeret af den franske olympiske komite.
Kunstskøjteløb havde tidligere været på programmet ved sommer-OL i 1908 og 1920, og ishockey blev også spillet ved legene i 1920. Men i sagens natur skabte det visse problemer at afholde konkurrencer i disse vintersportsgrene om sommeren. På IOC's kongres i Lausanne i 1921 blev der efterlyst en pendant til sommer-OL for vintersportsgrenene, og efter meget diskussion blev det altså besluttet af afholde en "international vintersportsuge" i Chamonix i 1924.
I 1925 besluttede den Internationale Olympiske Komite (IOC) at afholde vinter-OL (uafhængigt af sommer-OL) hver fjerde år og at vintersportsugen i Chamonix skulle betragtes som de I Olympiske Vinterlege.

## Højdepunkter
Den første guldmedalje ved vinter-OL blev vundet af Charles Jewtraw i den første konkurrence, 500 m hurtigløb på skøjter.
I kvindernes kunstskøjteløb sluttede en blot 11-årig norsk pige som nr. 8 og sidst. Det var Sonja Henie, der ved de tre efterfølgende vinterlege vandt guld.
Den mandlige kunstskøjteløber Gillis Grafström fra Sverige blev den første nogensinde til at forsvare en olympiske titel vundet ved sommer-OL (1920) ved et vinter-OL (1924). Et par dage senere blev det canadiske ishockeyhold de sidste nogensinde til at gøre det samme ved at vinde ishockeyturneringen suverænt.
Ved afslutningsceremonien blev der uddelt en præmie i en sportsgren, der ikke egner sig så godt til konkurrence. Pierre de Coubertin overrakte en præmie for alpinisme til Charles Bruce, der havde været leder af ekspeditionen, der havde forsøgt at bestige Mount Everest i 1922.
I 1974 blev den sidste medalje fra vinter-OL i Chamonix overrakt. Amerikaneren Anders Haugen, der indtil da havde været opført som nr. 4 i skihop, modtog en bronzemedalje. Efter 50 år opdagede man en fejl i udregningen af den oprindelige bronzemedaljevinders (nordmanden Thorleif Haug) score, og dermed byttede de to skihoppere plads i resultatlisten.
I 2006 tildelte IOC med tilbagevirkende kraft guldmedaljer til Storbritanniens curlinghold fra 1924. IOC havde opgraderet curlings status ved vinter-OL 1924 fra demonstrationssport til officiel sport, efter at avisen Glasgow Herald havde fremsat et krav om dette på vegne af holdets familier.

## Medaljefordeling
Der blev uddelt medaljer i 16 discipliner i 7 sportsgrene. Mange kilder medtager ikke medaljerne i curling og militærpatrulje, eller medtager dem som demonstrationssportsgrene. Men det var der ikke noget der hed i 1924. I februar 2006 besluttede IOC, at curling var en officiel sport på det olympiske program og har inkluderet de uddelte medaljer i den officielle medaljefordeling.
| Medaljefordelingen ved vinter-OL 1924 | Medaljefordelingen ved vinter-OL 1924 | Medaljefordelingen ved vinter-OL 1924 | Medaljefordelingen ved vinter-OL 1924 | Medaljefordelingen ved vinter-OL 1924 |       |
| Nr.                                   | Land                                  | Guld                                  | Sølv                                  | Bronze                                | Total |
| ------------------------------------- | ------------------------------------- | ------------------------------------- | ------------------------------------- | ------------------------------------- | ----- |
| 1.                                    | Norge                                 | 4                                     | 7                                     | 6                                     | 17    |
| 2.                                    | Finland                               | 4                                     | 4                                     | 3                                     | 11    |
| 3.                                    | Østrig                                | 2                                     | 1                                     | 0                                     | 3     |
| 4.                                    | Schweiz                               | 2                                     | 0                                     | 1                                     | 3     |
| 5.                                    | USA                                   | 1                                     | 2                                     | 1                                     | 4     |
| 6.                                    | Storbritannien                        | 1                                     | 1                                     | 2                                     | 5     |
| 7.                                    | Sverige                               | 1                                     | 1                                     | 0                                     | 2     |
| 8.                                    | Canada                                | 1                                     | 0                                     | 0                                     | 1     |
| 9.                                    | Frankrig                              | 0                                     | 0                                     | 3                                     | 3     |
| 10.                                   | Belgien                               | 0                                     | 0                                     | 1                                     | 1     |
|                                       | Total                                 | 16                                    | 16                                    | 17                                    | 49    |

## Bobslæde
| Firemandsbob, mænd | Firemandsbob, mænd | Firemandsbob, mænd                                                                | Tid (min.) |
| Guld               | Schweiz II         | Eduard Scherrer Alfred Neveu Alfred Schläppi Heinrich Schläppi                    | 5:45,54    |
| Sølv               | Storbritannien II  | Ralph Broome Thomas Arnold Alexander Richardson Rodney Soher                      | 5:48,83    |
| Bronze             | Belgien I          | Charles Mulder René Mortiaux Paul Van den Broeck Victor Verschueren Henri Willems | 6:02,29    |

## Curling
I februar 2006 besluttede den Internationale Olympiske Komite, at curling havde været en del af det officielle program i 1924, og ikke kun en demonstrationssport som mange kilder tidligere havde hævdet (selvom IOC aldrig selv havde gjort det). Denne officielle bekræftelse var kulminationen på en kampagne, der blev startet af den skotske avis Glasgow Herald på vegne af familierne til de otte skotter, der vandt de første guldmedaljer i curling. Holdet var blevet udvalgt af Royal Caledonian Curling Club, Perth, curlingens moderklub.
Der var kun en konkurrence for mænd. Frankrig, Storbritannien og Sverige (2 hold) var de eneste deltagende lande, selvom et helt schweizisk hold står opført som tilstedeværende som "et ikke-deltagende hold". Følgende kampe blev spillet (kampene bestod af 18 ender).
- Sverige II – Frankrig 19-10
- Storbritannien – Sverige I 38-7
- Storbritannien – Frankrig 46-4

Playoff om sølv:
- Sverige I – Frankrig 18-10

| Curling, mænd | |
| Guld          | Storbritannien John T.S. Robertson-Aikman (kaptajn), William K. Jackson (skipper), Robin Welsh, Thomas Murray Alternates: Laurence Jackson, John McLeod, William Brown, D.G. Astley                                                                    |
| Sølv          | Sverige Hold I: Johan Petter Åhlén (skip), Carl-Axel F. Pettersson, Karl-Erik Wahlberg, i play-off: D.G. Astley Hold II: Carl Wilhelm Petersén (skip), Ture Ödlund, Victor E. Wetterström, Erik O. Severin Alternates: C-A. V. Kronlund, C.W. Petersen |
| Bronze        | Frankrig · F. Cournollet (kaptajn og skip), P. Canivet, A. Bénédic, Gérard André · Alternates: H Aldebert, R Planque |
En underlig deltalje ved turneringen var, at Storbritanniens D.G. Astley spillede for Sverige, da de slog Frankrig i playoff om sølvmedaljen. IOC har noteret, at han modtog sølvmedalje sammen med svenskerne og guldmedalje sammen med briterne. Hvis dette er korrekt, er Astley den eneste person, der har vundet både guld- og sølvmedalje i samme olympiske konkurrence, og en af kun få personer, der har vundet olympiske medaljer for to nationer.

## Hurtigløb på skøjter
| 500 m, mænd                 | 500 m, mænd                 | Tid         |
| Guld                        | Charles Jewtraw             | 44,0 sek    |
| Sølv                        | Oskar Olsen                 | 44,2 sek    |
| Bronze                      | Roald Larsen                | 44,8 sek    |
| Bronze                      | Clas Thunberg               | 44,8 sek    |
| 1500 m, mænd                | 1500 m, mænd                | Tid         |
| Guld                        | Clas Thunberg               | 2:20,8 min  |
| Sølv                        | Roald Larsen                | 2:22,0 min  |
| Bronze                      | Sigurd Moen                 | 2:25,6 min  |
| 5000 m, mænd                | 5000 m, mænd                | Tid         |
| Guld                        | Clas Thunberg               | 8:39,0 min  |
| Sølv                        | Julius Skutnabb             | 8:48,4 min  |
| Bronze                      | Roald Larsen                | 8:50,2 min  |
| 10.000 m, mænd              | 10.000 m, mænd              | Tid         |
| Guld                        | Julius Skutnabb             | 18:04,8 min |
| Sølv                        | Clas Thunberg               | 18:07,8 min |
| Bronze                      | Roald Larsen                | 18:12,2 min |
| All-round konkurrence, mænd | All-round konkurrence, mænd | Point       |
| Guld                        | Clas Thunberg               | 5,5         |
| Sølv                        | Roald Larsen                | 9,5         |
| Bronze                      | Julius Skutnabb             | 11,0        |

## Ishockey
Den olympiske ishockeyturnering gjaldt også som verdensmesterskab. De otte hold spillede først en indledende runde med to grupper á fire hold, hvorfra de to bedste i hver gruppe gik videre til medaljerunden.

### Indledende runde
| Sverige - Schweiz         | 9-0  |
| Canada - Tjekkoslovakiet  | 30-0 |
| Canada - Sverige          | 22-0 |
| Canada - Schweiz          | 33-0 |
| Sverige - Tjekkoslovakiet | 9-3  |
| Tjekkoslovakiet - Schweiz | 11-2 |

| Gruppe A        | Kampe | Mål   | Point |
| Canada          | 3     | 85-0  | 6     |
| Sverige         | 3     | 18-25 | 4     |
| Tjekkoslovakiet | 3     | 14-41 | 2     |
| Schweiz         | 3     | 2-53  | 0     |

| USA - Belgien             | 19-0 |
| Frankrig - Storbritannien | 2-15 |
| Storbritannien - Belgien  | 19-3 |
| Frankrig - USA            | 0-22 |
| Frankrig - Belgien        | 7-5  |
| USA - Storbritannien      | 11-0 |

| Gruppe B       | Kampe | Mål   | Point |
| USA            | 3     | 52-0  | 6     |
| Storbritannien | 3     | 34-16 | 4     |
| Frankrig       | 3     | 9-42  | 2     |
| Belgien        | 3     | 8-35  | 0     |

### Medaljerunde
| Canada - Storbritannien  | 19-2 |
| USA - Sverige            | 20-0 |
| Storbritannien - Sverige | 4-3  |
| Canada - USA             | 6-1  |
| Medaljerunde | Medaljerunde   | Kampe | Mål  | Point |
| Guld         | Canada         | 3     | 47-3 | 6     |
| Sølv         | USA            | 3     | 32-6 | 4     |
| Bronze       | Storbritannien | 3     | 6-33 | 2     |
| 4.           | Sverige        | 3     | 3-46 | 0     |

## Kunstskøjteløb
| Mænd    | Mænd                                  | Point |
| Guld    | Gillis Grafström                      | 10    |
| Sølv    | Willy Böckl                           | 13    |
| Bronze  | Georges Gautschi                      | 23    |
| Kvinder | Kvinder                               | Point |
| Guld    | Herma Plank-Szabo                     | 7     |
| Sølv    | Beatrix Loughran                      | 14    |
| Bronze  | Ethel Muckelt                         | 26    |
| Parløb  | Parløb                                | Point |
| Guld    | Helen Engelmann / Alfred Berger       | 9     |
| Sølv    | Ludowika Jakobsson / Walter Jakobsson | 18,5  |
| Bronze  | Andrée Joly / Pierre Brunet           | 22    |

## Militærpatrulje
Militærpatrulje var forløberen til nutidens skiskydning. Hvert hold bestod af fire skiløbere, der løb sammen. Efter 15 km skulle tre af deltagerne på hvert hold skyde 18 skud efter skiver, der var placeret 250 m væk. For hver ramt skive blev holdet fratrukket 30 sekunder.
| 30 km, mænd | 30 km, mænd | 30 km, mænd                                                          | Træffere | Tid (timer) |
| Guld        | Schweiz     | Adolf Aufdenblatten Alphonse Julen Antoine Julen Denis Vaucher       | 8        | 3:56:06     |
| Sølv        | Finland     | August Eskelinen Heikki Hirvonen Martti Lappalainen Väinö Bremer     | 11       | 4:10:00     |
| Bronze      | Frankrig    | André Vandelle Camille Mandrillon Georges Berthet Maurice Mandrillon | 5        | 4:18:53     |

## Nordisk skiløb

### Langrend
| 18 km, mænd | 18 km, mænd          | Tid (timer) |
| Guld        | Thorleif Haug        | 1:14:31     |
| Sølv        | Johan Grøttumsbråten | 1:15:51     |
| Bronze      | Tapani Niku          | 1:16:26     |
| 4.          | Jon Mårdalen         | 1:16:56     |
| 5.          | Einar Landvik        | 1:17:27     |
| 6.          | Per-Erik Hedlund     | 1:17:42     |
| 50 km, mænd | 50 km, mænd          | Tid (timer) |
| Guld        | Thorleif Haug        | 3:44:32     |
| Sølv        | Thoralf Strømstad    | 3:46:23     |
| Bronze      | Johan Grøttumsbråten | 3:47:46     |
| 4.          | Jon Mårdalen         | 3:49:48     |
| 5.          | Torkel Persson       | 4:05:59     |
| 6.          | Ernst Alm            | 4:06:31     |

### Skihop
| Skihop, mænd | Skihop, mænd        | Point  |
| Guld         | Jacob Tullin Thams  | 18,960 |
| Sølv         | Narve Bonna         | 18,689 |
| Bronze       | Anders Haugen       | 17,916 |
| 4.           | Thorleif Haug       | 17,829 |
| 5.           | Einar Landvik       | 17,512 |
| 6.           | Axel-Herman Nilsson | 17,146 |
Bronzemedaljen var oprindeligt (som følge af en regnefejl) blevet tildelt Thorleif Haug, og først i 1974 opdagede man fejlen. Haug var i mellemtiden død, men hans datter overlod hans bronzemedalje til dens rettelige indehaver, Anders Haugen.
Jacob Tullin Thams vandt senere sølvmedalje i sejlsport ved sommer-OL 1936, og dermed blev han en af kun meget få sportsfolk, der har vundet medalje ved både vinter-OL og sommer-OL.

### Nordisk kombination
| Nordisk kombination, mænd | Nordisk kombination, mænd | Point  |
| Guld                      | Thorleif Haug             | 18,906 |
| Sølv                      | Thoralf Strømstad         | 18,219 |
| Bronze                    | Johan Grøttumsbråten      | 17,916 |
| 4.                        | Harald Økern              | 17,280 |
| 5.                        | Axel-Herman Nilsson       | 14,063 |
| 6.                        | Josef Adolf               | 13,729 |